# Deng Acuoth
Deng Acuoth (Sydney, 2 ottobre 1996) è un cestista sudsudanese con cittadinanza australiana.

## Carriera
Con il Sudan del Sud ha disputato i Campionati africani del 2021 e al Mondiale 2023.